# 2. Kavallerie-Brigade Nr. 24
Die 2. Kavallerie-Brigade Nr. 24 war ein Großverband der Sächsischen Armee.

## Geschichte
Die Brigade wurde mit der Restrukturierung der Sächsischen Armee am 1. April 1867 errichtet und war der Kavalleriedivision unterstellt. Das Kommando stand zunächst in Grimma, von 1870 bis 1874 in Leipzig, dann bis 1887 in Dresden und anschließend wieder in Leipzig. Ihr gehörten das 2. und 3. Reiter-Regiment sowie das 2. Ulanen-Regiment Nr. 18 an, die sich zu je fünf Schwadronen formierten.
Im Krieg gegen Frankreich war die Brigade 1870/71 in die Kämpfe bei Gravelotte, Verdun, Beaumont, Sedan, vor Paris und Péronne sowie bei Saint-Quentin eingebunden.
Mit der Aufhebung der Kavalleriedivision zum 1. April 1887 kam die Brigade zur 2. Division Nr. 24. Mit diesem Datum schieden das 3. Reiter-Regiment und das 2. Ulanen-Regiment Nr. 18 aus dem Brigadeverband und wurde durch das 1. Husaren-Regiment Nr. 18 ersetzt. Am 1. April 1897 trat das 1. Husaren-Regiment Nr. 18 und 2. Husaren-Regiment Nr. 19 im Tausch mit dem Karabinier-Regiment und dem 2. Ulanen-Regiment Nr. 18 zur 3. Kavallerie-Brigade Nr. 32 über. Eine letzte Veränderung erfolgte am 1. Oktober 1910 mit dem Wechsel des Karabiner-Regiments zur neugeschaffenen 4. Kavallerie-Brigade Nr. 40 und dafür trat das 2. Husaren-Regiment Nr. 19 wieder in den Brigadeverband.
Mit Ausbruch des Ersten Weltkriegs wurde die Brigade aufgelöst. Das 2. Husaren-Regiment Nr. 19 kam als Divisionskavallerie zur 40. Infanterie-Division, das 2. Ulanen-Regiment Nr. 18 zur 24. Infanterie-Division.

## Kommandeure
| Dienstgrad                          | Name                               | Datum                                                                |
| ----------------------------------- | ---------------------------------- | -------------------------------------------------------------------- |
| Generalmajor                        | Moritz von Biedermann              | 01. April 1867 bis 22. November 1869                                 |
| Generalmajor                        | Hugo Senfft von Pilsach            | 31. Dezember 1869 bis 18. März 1874                                  |
| Generalmajor                        | Bernhard von Miltitz               | 19. März 1874 bis 30. Dezember 1877                                  |
| Oberst/Generalmajor                 | Adolf von Walther                  | 01. Januar 1877 bis 22. November 1883                                |
| Oberst                              | Eugen von Kirchbach                | 23. November 1883 bis 19. April 1884 (mit der Führung beauftragt)    |
| Oberst/Generalmajor                 | Eugen von Kirchbach                | 20. April 1884 bis 31. März 1887                                     |
| Generalmajor                        | Hans von Nostitz-Drzewiecki        | 01. April 1887 bis 20. Dezember 1890                                 |
| Oberst/Generalmajor                 | Volkmar Preußer                    | 21. Dezember 1890 bis 23. März 1893                                  |
| Generalmajor                        | Adolf von der Planitz              | 24. März 1893 bis 19. September 1894                                 |
| Oberst/Generalmajor/Generalleutnant | Karl Poten                         | 20. September 1894 bis 27. Juni 1899                                 |
| Oberst                              | Philipp von Haugk                  | 04. Mai 1898 bis 27. Juni 1899 (zur Vertretung kommandiert)          |
| Oberst                              | Philipp von Haugk                  | 28. Juni 1899 bis 17. April 1900 (mit der Führung beauftragt)        |
| Oberst                              | Albert Schmaltz                    | 20. April 1900 bis 22. März 1901 (mit der Führung beauftragt)        |
| Oberst                              | Hans von Oppen-Huldenberg          | 23. März bis 18. April 1901 (mit der Führung beauftragt)             |
| Oberst                              | Gustav Kinder                      | 19. April 1901 bis 21. März 1902 (mit der Führung beauftragt)        |
| Oberst/Generalmajor                 | Gustav Kinder                      | 22. März 1902 bis 12. Juli 1906                                      |
| Oberst/Generalmajor                 | Richard Erich Gadegast             | 13. Juli 1906 bis 19. Oktober 1909                                   |
| Oberst                              | Hans Dedo von Milkau               | 20. Oktober 1909 bis 23. September 1910 (mit der Führung beauftragt) |
| Oberst/Generalmajor                 | Günther von der Schulenburg-Hehlen | 24. September 1910 bis 1. August 1914                                |